# Arguilers (Sant Serni)
Arguilers és una partida rural del terme municipal de Gavet de la Conca, (antic terme de Sant Serni), al Pallars Jussà.
El lloc és al nord-oest del poble de Sant Serni, a l'esquerra de la Noguera Pallaresa, en el coster que davalla des del poble de Sant Serni cap al nord-oest, en direcció al Canal de Gavet. És a ponent de la carretera LV-9123.